# Synagoge (Nordhausen)

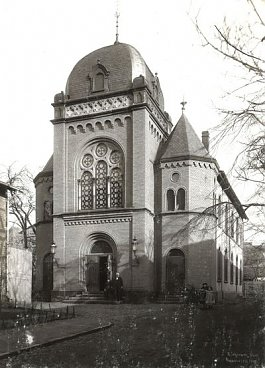
Nordhäuser Synagoge

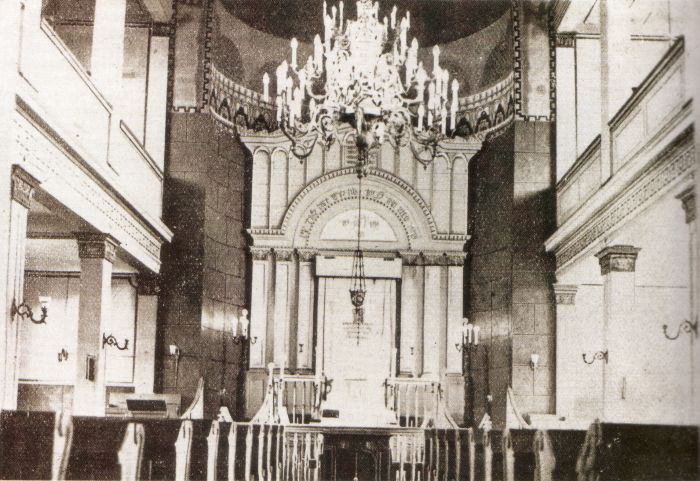
Innenraum der Synagoge

Die Nordhäuser Synagoge befand sich am Pferdemarkt. Sie wurde 1843 bis 1845 errichtet und 1938 zerstört.

## Geschichte
Bereits im Mittelalter bestand in Nordhausen eine jüdische Gemeinde. 1290 wurden erstmals Juden in Nordhausen genannt. Eine erste Synagoge befand sich bereits um 1300 in der Hütergasse. Nach einer Plünderung der Synagoge um 1324 zog die Gemeinde in die Jüdenstraße um, die so ihren Namen erhielt. In den Judenverfolgungen während der Pest wurde die Synagoge vermutlich erneut geplündert. Die Synagoge in der Jüdenstraße wurde 1421 als „Judenschule“ bezeichnet. Im Rahmen der Preußischen Reformen wurde die Jüdische Gemeinde Nordhausen 1813 neu gegründet und ein Betsaal in der Ritterstraße Nr. 4 eingerichtet. 1839 erhielt die Gemeinde schließlich die Erlaubnis des preußischen Königs Friedrich Wilhelm III. zum Bau einer Synagoge. Diese wurde von 1843 bis 1845 auf dem Pferdemarkt (Hausnummer 10) errichtet. Die Einweihung erfolgte am 12. September 1845 durch Levi Herzfeld, dem braunschweigerischen Landesrabbiner aus Ellrich. Die Einweihungspredigt mit dem Titel „Die religiöse Reform“ wurde gedruckt. Eine umfassende Renovierung der Synagoge wurde im Jahr 1888 durchgeführt, die Wiedereinweihung fand am 17. August 1888 statt.
Bei den Novemberpogromen 1938 wurde die Synagoge zerstört. Sie wurde aufgebrochen, Mitglieder des NS-Fliegerkorps verteilten Brandbeschleuniger im Innenraum und zündeten das Gebäude an. Das Gemeindehaus wurde ebenfalls aufgebrochen, Kantor Kurt Singer und sein Vater wurden aufgeweckt. Nach Durchsuchung des Gemeindehauses wurden die Bücher der Gemeindebibliothek in die Flammen geworfen. Kantor Singer wurde in die brennende Synagoge gestoßen und die Türen verschlossen, jedoch konnte er, nachdem er fast erstickt war, das Gebäude eine halbe Stunde später wieder verlassen.
Am Pferdemarkt an der Ecke Hagen/Wolfstraße wurde 1998 ein Gedenkstein aufgestellt. Er trägt die Aufschrift: „Unweit dieser Stelle stand die Synagoge der Jüdischen Gemeinde Nordhausen, geweiht 1845, zerstört unter faschistischer Herrschaft in der Pogromnacht am 9. November 1938. Vergesst es nie!“

## Rabbiner
- 1856–1875: Samuel Auerbach
- 1875–1883: David Leimdörfer
- 1883–1889: Siegmund Gelbhaus (1850–1928)[2]
- 1889–1908: Philipp Schönberger († 19. Dezember 1908[3])
- 1909–1925: Alfred Levy
- 1927: Gustav Pfingst
- 1933: Heinrich Lemle